# 질현성
질현성(迭峴城)은 대전광역시 대덕구 비래동 질티재 북쪽의 산 정상에 세워진 산성으로 둘레는 800m의 석축산성이다. 1989년 3월 18일 대전광역시의 기념물 제8호로 지정되었다.

## 개요
대전광역시 대덕구 비래동에 있는 질현성은 질티고개 북쪽 정상의 산세를 이용하여 돌과 흙을 섞어 쌓은 산성으로, 둘레는 800m이다.
모서리를 다듬은 사각형의 돌로 성벽을 쌓았는데, 아래에서부터 약간씩 안으로 들여 쌓았고, 군데군데에는 조그만 돌을 끼워넣었다.
동·서·남벽 3곳에 문터가 남아있는데, 이중 남문터는 너비 3.8m로, 성으로 드나드는 가장 중요한 통로로 이용되었다. 남문터 주변에 특별한 시설은 없지만 10m 정도의 땅에 항상 습기가 많은 것으로 보아, 전에 연못이 있었던 자리로 생각된다.
성 안에서 백제, 신라의 토기조각과 조선시대 자기조각이 출토되어 이 성이 삼국시대부터 조선시대까지 계속해서 사용되었음을 알 수 있다. 성을 중심으로 북쪽 능선에는 6개의 작은 성이 있는데, 이것은 질현성을 보완하기 위해 쌓아진 것으로 보인다.
학계에서는 이 성을 백제부흥운동군의 거점중의 하나였던 지라성으로 보는 견해가 있다.

## 현지 안내문
질티재의 북쪽 산 정상부에 800m 정도 테를 두르듯 돌로 쌓아 만든 백제시대 성이다. 성벽은 대부분 흙을 깍아내고 바깥쪽에만 돌을 쌓아 만든 수법이 사용되었으나, 동벽에는 안팎으로 모두 돌을 쌓고 내부를 흙으로 채워 쌓았다. 지금은 북벽과 동벽 일부만이 옛 모습을 그대로 지니고 있는데, 성벽은 석재를 긴 네모꼴로 잘 다듬어 바른층쌓기로 축조하였다. 문터는 동문터, 서문터 그리고 지금도 많이 사용하는 남문터가 남아 있다. 성내 시설로는 남문터에서 동쪽으로 약 200m 떨어진 곳에 수구(水口)가 있으며, 남문터와 수구 사이의 평탄한 지역은 건물터로 백제 시대의 토기와 기와 조각이 흩어져 있다. 성의 북쪽 능선에는 성의 방어력을 강화할 목적으로 쌓았던 규모가 작은 성보(城堡)가 6개나 있어, 이 성이 중요한 전략적 요충지였음을 알게 해 준다. 이 산성은 백제 부흥군의 주요 거점 가운데 하나였던 지라성(支羅城)으로 보기도 한다.

## 참고 자료
- 질현성 - 국가유산청 국가유산포털